# The Doctor's Daughter
"The Doctor's Daughter" (intitulado "A Filha do Doutor" no Brasil) é o sexto episódio da quarta temporada da série de ficção científica britânica Doctor Who, transmitido originalmente através da BBC One em  10 de maio de 2008. Foi escrito por Stephen Greenhorn e dirigido por Alice Troughton.
Situado no planeta Messaline, o episódio apresenta Georgia Moffett como Jenny, a filha clonada do protagonista da série, o alienígena viajante do tempo conhecido como o Doutor (David Tennant). O enredo do episódio envolve duas facções de clones descendentes de um grupo pioneiro de humanos e alienígenas chamados Hath, cada um dos quais está buscando exterminar o outro lado com um artefato perdido chamado Fonte, enquanto o Doutor também aceita Jenny como sua filha real.
O episódio foi assistido por 7,33 milhões de telespectadores no Reino Unido e recebeu críticas mistas.

## Enredo

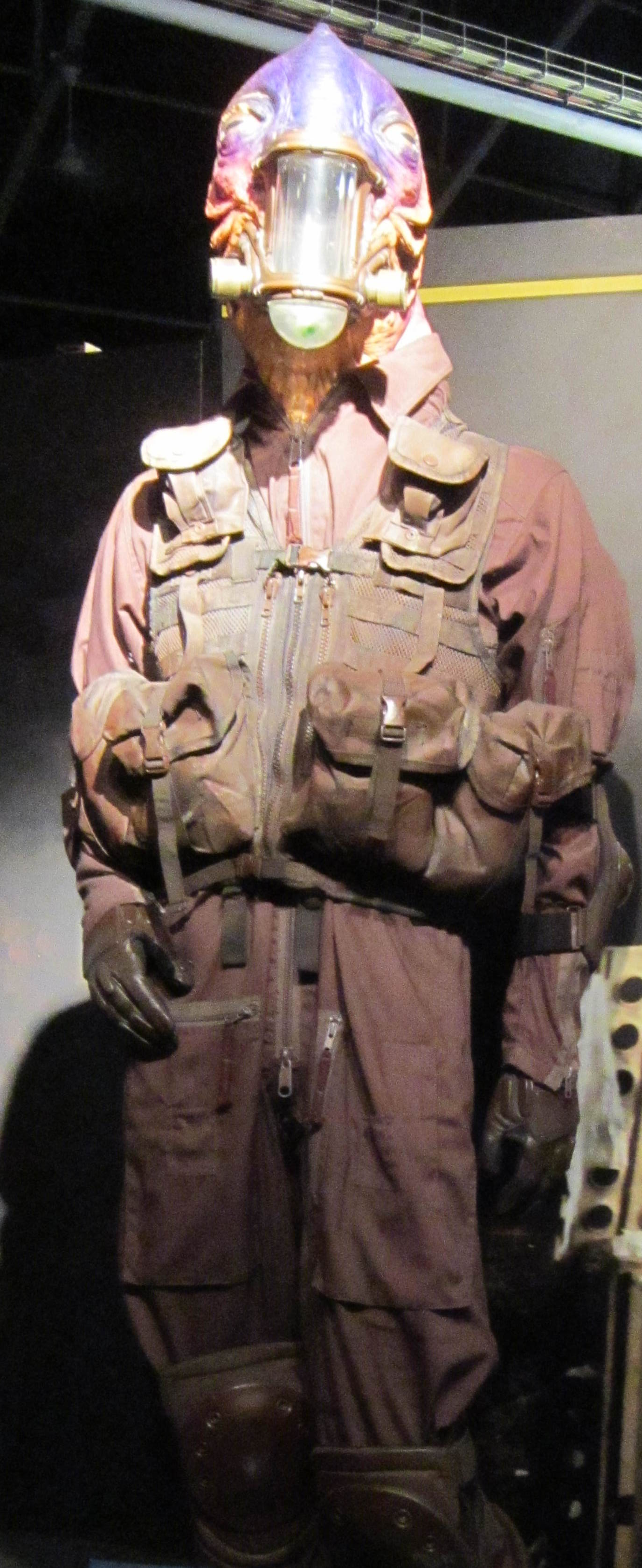
Os Hath vistos no episódio em exposição na Doctor Who Experience

A TARDIS leva o Doutor, Martha e Donna para o planeta Messaline. Ao saírem, eles são recebidos por soldados humanos que forçam o Doutor a enfiar sua mão em uma máquina de progenitura. Sua filha, a quem Donna mais tarde chama de Jenny, emerge da máquina. Eles logo são confrontados pelos outros ocupantes do planeta, os Hath, semelhantes a peixes, que tomam Martha como refém. Jenny causa uma explosão que prende Martha do outro lado do corredor. Martha cuida de um Hath ferido e ganha sua confiança. O Doutor e Donna se encontram com o General Cobb, que explica que, inicialmente, os humanos deveriam viver com os Hath, mas uma disputa surgiu sobre algo chamado "a Fonte", que Cobb acredita ter o poder de acabar com a guerra exterminando os Hath. O Doutor inadvertidamente revela a localização da Fonte para os humanos e os Hath e os dois lados se preparam para a batalha.
O Doutor confidencia em particular a Donna que ele é resistente a Jenny viajar com eles porque ela o lembra muito de todos que foram mortos na Guerra do Tempo. Donna fica intrigada por uma série de placas numeradas que ela percebe em cada sala. Ele, junto com Donna e Jenny, alcançam a Fonte, que é um dispositivo de terraformação dentro de uma nave espacial colonizadora. Donna percebe que as placas representam as datas em que cada parte do edifício foi concluída; de acordo com as datas, a nave pousou há apenas sete dias. Os humanos e os Hath criaram tantas gerações por meio das máquinas de progenitura que sua própria história se degradou em um mito. O Doutor determina que a causa original da altercação foi um vácuo de poder criado após a morte do comandante da missão.
Ao viajar pela superfície com a ajuda de um Hath, Martha se reúne com o Doutor e Donna perto da Fonte pouco antes de ambos os exércitos chegarem. O Doutor declara que a guerra acabou e libera o agente de terraformação. Cobb tenta atirar nele, mas Jenny entra no caminho e leva um tiro no peito, e o Doutor a segura enquanto ela morre. Ela pega a arma de Cobb e a segura em sua cabeça, mas se recusa a atirar nele, declarando que os humanos e os Hath devem construir sua nova sociedade baseada na paz. Martha retorna para casa e enquanto isso, em Messaline, Jenny revive de repente e então deixa o planeta em um foguete.

## Produção

### Roteiro
Russell T Davies afirmou que este episódio "faz exatamente o que está no título". A morte de Jenny deveria ocorrer originalmente no que Davies chamou de "uma Sala de Nave Espacial Genérica", mas o produtor Phil Collinson sugeriu filmar a cena no jardim botânico Plantasia em Swansea. Ter Jenny voltando à vida no final do episódio foi ideia de Steven Moffat.

### Elenco

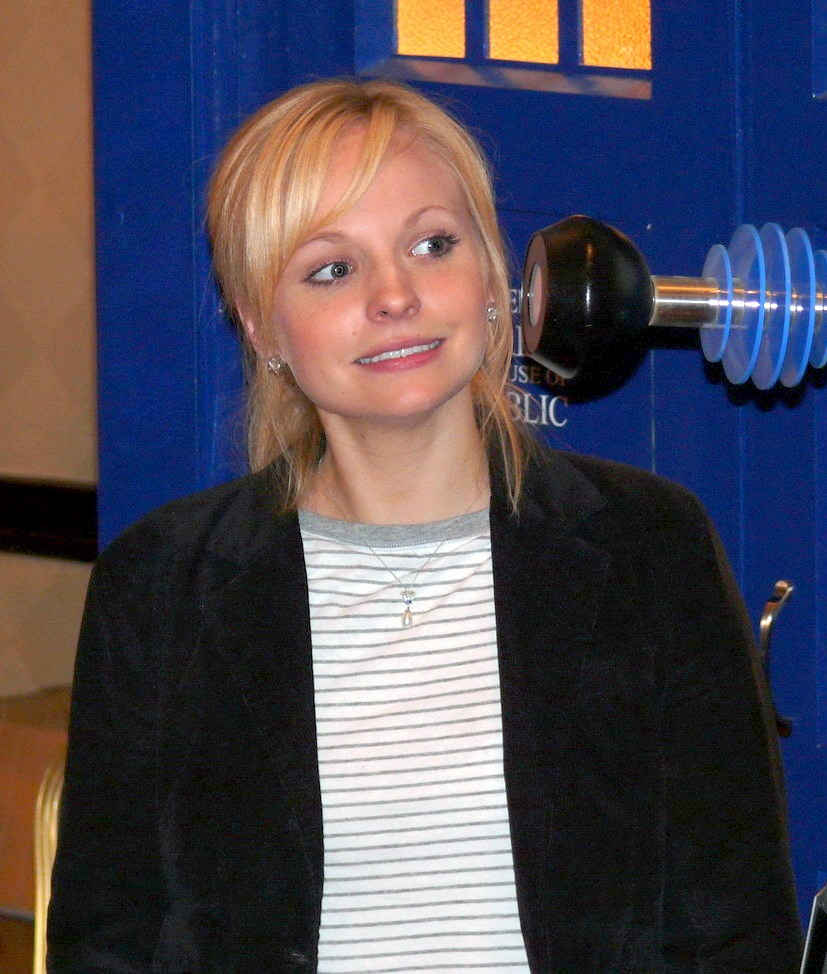
Georgia Moffett, filha do ator Peter Davison, o Quinto Doutor, foi escalada para interpretar a personagem-título, Jenny.

Georgia Moffett, que interpreta Jenny, é a filha na vida real do ator Peter Davison, que interpretou o Quinto Doutor, e da atriz da série de The Hitchhiker's Guide to the Galaxy Sandra Dickinson. David Tennant descreveu o episódio dizendo "Nós podemos ver a filha do Doutor, interpretada pela filha do Doutor." Moffett já havia feito um teste para um papel em "The Unicorn and the Wasp" em 2007. Seu papel como Jenny não foi escolhido por causa de seu pai; foi inteiramente coincidência, mas mesmo assim um "grande golpe de relações públicas" para a série.

## Transmissão e recepção
Números não oficiais indicaram que "The Doctor's Daughter" foi assistido por 6,6 milhões de telespectadores, dando-lhe uma participação de 38,4% da audiência total da televisão. O número final consolidado foi de 7,33 milhões de telespectadores. Enquanto a maioria dos programas recebeu números mais baixos do que na semana anterior, Doctor Who aumentou sua audiência. O programa mais bem avaliado do dia ainda foi o Britain's Got Talent da ITV1, embora sua audiência tenha caído em um milhão, para 8,17 milhões. Doctor Who foi o programa mais bem avaliado na BBC One no dia e teve a maior participação de qualquer programa no sábado. O episódio recebeu uma pontuação no Índice de Apreciação do público 88, considerado "excelente".
"The Doctor's Daughter" recebeu críticas mistas. David Chater do The Times descreveu-o como "Um episódio maravilhoso - engraçado, emocionante e estranhamente comovente." Martin Anderson do Den of Geek afirmou que era "muito bom, embora cheio de buracos na trama". Ele observou que foi mais um episódio de Doctor Who "prejudicado pela música incessante de Murray Gold". Ele também descreveu o episódio como "uma reminiscência da era Tom Baker, repleto de corredores escuros e baratos para navegar e duas facções em conflito para o Doutor pacificar". Para Ian Berriman do SFX, os corredores subindo e descendo lembravam a paródia de Doctor Who de Lenny Henry de 1985 apresentada no The Lenny Henry Show. Berriman descreveu o episódio como "decepcionante", citando que, como alguém "sempre suspeita que ela é uma camisa vermelha", é difícil se importar com Jenny. Embora "razoavelmente divertido", Berriman argumenta que as restrições orçamentárias fazem "a história parecer tão fechada" e que o enredo do episódio, comparado ao "[Star] Trek da velha guarda", parece muito semelhante ao do episódio duplo com os Sontarans exibidos anteriormente a esta aventura porque ambos envolvem "militarismo" e "clonagem". Lizo Mzimba, do Newsround, também observa as semelhanças com "The Sontaran Stratagem" e "The Poison Sky", afirmando que o "maior problema" do episódio é que ele tenta "enfiar uma quantidade enorme de conteúdo em 45 minutos", com a maioria das ideias "interessantes" e novas não recebendo "a atenção que merecem", resultando no público não se importando nem com os lutadores humanos nem com os Hath e, portanto, limitando uma "sensação de perigo ou ameaça".
Mzimba observa que, desde seu retorno em "The Sontaran Stratagem", Martha compartilha pouco tempo na tela com o Doutor, reduzindo assim o impacto emocional de sua partida neste episódio. Ele descreve Moffett como "soberba", com Berriman chamando-a de "linda como uma flor".. O revisor elogiou a performance de David Tennant, mas Anderson sugere que o ator gritava demais. Anderson afirmou que "o papel de Donna como a consciência do Doutor está começando a tomar forma", descrevendo isso como "revigorante" em uma acompanhante e observando que "Tate suavizou um pouco a voz irritante".